# Driftwood (Texas)
Driftwood è un census-designated place degli Stati Uniti, in Texas, più precisamente nella contea di Hays. Secondo il censimento degli USA del 2010 Driftwood aveva 144 abitanti.

## Storia

Primo edificio di Driftwood, una fattoria costruita nel 1826

Sebbene i primi coloni arrivassero nell'area conosciuta come Driftwood intorno al 1850, la comunità fu veramente fondata negli anni '80 dell'Ottocento. Un ufficio postale è stato tra i risultati della crescita significativa della comunità in quel decennio. Driftwood si ridusse quasi a una città fantasma all'inizio del XX secolo; sebbene sia cresciuta lievemente alla metà del secolo. Negli anni '70, Driftwood è tornata al suo stato quasi deserto.